# Pseudochalcia shugnana
Pseudochalcia shugnana là một loài bướm đêm trong họ Noctuidae.